# Allenwiller
Allenwiller [alənvilɛʁ]  est une ancienne commune française située dans le département du Bas-Rhin, en région Grand Est. 
Cette commune se trouve dans la région historique et culturelle d'Alsace et est devenue, le 1er janvier 2016, une commune déléguée de la commune nouvelle de Sommerau.

## Géographie
Petit village du Bas-Rhin en région Alsace, Allenwiller fait partie du canton de Marmoutier.
Il est situé à 242 mètres d'altitude et voisin des communes de Salenthal et de Singrist. 52 habitants (population municipale légale 2012) résident dans la commune sur une superficie de 596 hectares.
Allenwiller se situe à environ 35 kilomètres de Strasbourg, la préfecture du département du Bas-Rhin et de la région Alsace. Le magasin le plus proche est à Marmoutier à environ 7 kilomètres, de même que la poste la plus proche. Allenwiller a le code postal de Wasselonne.

### Distances
Toutes les données kilométriques sont au départ de la départementale 817 dans la rue de Romanswiller. Tous les itinéraires ont été pris avec l'autoroute. D'Allenwiller à… 
- Saverne (Bas-Rhin) : 12 kilomètres ;
- Strasbourg (Bas-Rhin) : 35 kilomètres ;
- Colmar (Haut-Rhin) : 80 kilomètres ;
- Mulhouse (Haut-Rhin) : 117 kilomètres ;
- Metz (Moselle) : 135 kilomètres.

La plus grande ville à proximité d'Allenwiller est la ville de Saverne, située au nord-ouest de la commune.
Deux rivières passent à Allenwiller : la Sommerau et le Sommergraben.

### Communes limitrophes
|            | Salenthal   | Singrist      |
| Birkenwald | Allenwiller | Jetterswiller |
|            |             | Romanswiller  |

## Toponymie
Les noms successifs d'Allenwiller furent :
- Alenevilla (au Xe siècle) ;
- Alhinwilre (au XIIIe siècle) ;
- Alhenwilre (au XIVe siècle) ;
- Alenwilre (au XVe siècle) ;
- Allenviller (en 1793)[2] ;
- Attenviler (en 1801)[2] ;
- Alenweiler ;
- puis Allenwiller.

Ce toponyme dériverait de l'anthroponyme germanique Allo et du Villa désignant probablement un domaine rural germano-romain originel.

## Histoire
Allenwiller a très souvent changé de propriété. D'abord possession de l'abbaye de Marmoutier, il passe à l'évêque de Metz vers 828, puis aux seigneurs d'Ochsenstein en 1187, aux Deux-Ponts-Bitche en 1485, aux Hanau-Lichtenberg en 1570 et pour finir aux Hesse-Darmstadt en 1736.
La première trace écrite de l'existence d'Allenwiller remonte au Xe siècle. En 828, le village devait appartenir au couvent de Marmoutier. À partir de cette date, le village passe tour à tour à l'évêché de Metz, en 1187 aux seigneurs d'Ochsenstein, en 1485 aux seigneurs de Deux-Ponts-Bitche, en 1570 aux seigneurs de Hanau-Lichtenberg qui introduisent la réforme et en 1736 aux seigneurs de Hesse-Darmstadt.
L'origine du blason est le château des Ochsenstein se trouvant près de Reinhardsmunster, via maison forestière du Haberacker. Cette forteresse comportait trois châteaux reliés entre eux.
Le village servit souvent de gage en contrepartie d'un prêt ou d'une dette.
En 1641, il n'y a plus âme qui vive à Allenwiller : la guerre de Trente Ans, la pauvreté, la famine et la peste avaient exterminé le village. Son repeuplement s'effectua par des familles venant de la Suisse, du Tyrol, du Vorarlberg et de Normandie.

### Héraldique
| Blason de Allenwiller | Blason  | D'argent aux trois tours crénelées de cinq pièces de gueules maçonnées de sable. |
| Blason de Allenwiller | Détails | Le blason fait référence aux trois châteaux des seigneurs d'Ochsenstein.         |

## Politique et administration
| Période                                  | Période  | Identité     | Étiquette | Qualité  |
| ---------------------------------------- | -------- | ------------ | --------- | -------- |
| avant 1988                               | ?        | Paul Jaeger  |           |          |
| 2001                                     | 2008     | Roger Muller |           |          |
| mars 2008                                | En cours | Roger Muller | DVD       | Retraité |
| Les données manquantes sont à compléter. |          |              |           |          |

## Population et société

### Démographie

#### Tableau
L'évolution du nombre d'habitants est connue à travers les recensements de la population effectués dans la commune depuis 1793. À partir du 1er janvier 2009, les populations légales des communes sont publiées annuellement dans le cadre d'un recensement qui repose désormais sur une collecte d'information annuelle, concernant successivement tous les territoires communaux au cours d'une période de cinq ans. 
Pour les communes de moins de 10 000 habitants, une enquête de recensement portant sur toute la population est réalisée tous les cinq ans, les populations légales des années intermédiaires étant quant à elles estimées par interpolation ou extrapolation. Pour la commune, le premier recensement exhaustif entrant dans le cadre du nouveau dispositif a été réalisé en 2008,.
En 2013, la commune comptait 535 habitants, en évolution de +5,52 % par rapport à 2008 (Bas-Rhin : +1,68 %, France hors Mayotte : +2,49 %).
| 1793 | 1800 | 1806 | 1821 | 1831 | 1836 | 1841 | 1846 | 1851 |
| ---- | ---- | ---- | ---- | ---- | ---- | ---- | ---- | ---- |
| 632  | 458  | 445  | 458  | 487  | 496  | 507  | 483  | 467  |

| 1856 | 1861 | 1866 | 1871 | 1875 | 1880 | 1885 | 1890 | 1895 |
| ---- | ---- | ---- | ---- | ---- | ---- | ---- | ---- | ---- |
| 433  | 424  | 465  | 445  | 506  | 460  | 430  | 406  | 393  |

| 1900 | 1905 | 1910 | 1921 | 1926 | 1931 | 1936 | 1946 | 1954 |
| ---- | ---- | ---- | ---- | ---- | ---- | ---- | ---- | ---- |
| 393  | 415  | 405  | 400  | 402  | 401  | 365  | 363  | 369  |

| 1962 | 1968 | 1975 | 1982 | 1990 | 1999 | 2008 | 2013 | - |
| ---- | ---- | ---- | ---- | ---- | ---- | ---- | ---- | - |
| 358  | 381  | 378  | 393  | 418  | 453  | 507  | 535  | - |

Au recensement de 2011, Allenwiller comptait 767 habitants. Un tiers est constitué de protestants, le reste de catholiques.

#### Au moment de la Révolution
- 1792 : 238 habitants
- 1793 : 632 habitants
- 1794 : 482 habitants

En 1793, la population d'Allenwiller était très élevée, et serait due à l'explication possible d'un cantonnement d'une troupe !

#### AuXIXesiècle
Légère augmentation :
- 1806 : 445 habitants
- 1836 : 496 habitants
- 1875 : 506 habitants

#### AuXXesiècle
D'abord diminution puis remontée dans la deuxième moitié du siècle :
- 1905 : 415 habitants
- 1941 : 350 habitants
- 1954 : 369 habitants
- 1975 : 378 habitants
- 1990 : 418 habitants
- 2009 : 515 habitants
- 2010 : 507 habitants

#### Repeuplement après la guerre de Trente Ans
Kieffer, dans son Pfarrbuch de Hanau-Lichtenberg, publie un relevé datant de 1641. C'est le relevé des redevances dues au seigneur. Il énumère les différents postes et derrière chaque poste, il y a le mot « nichts » néant. Il se termine par le poste « Wagenfrohnden » : nichts (néant). L'explication se trouve en note : « es ist keine lebendige Seele meht in Allenwiller », il n'y a plus âme qui vive à Allenwiller.
Il fallait repeupler le village. Des familles vinrent de Suisse : les Clauss, les Muller, les Zimmermann vinrent du Brener Oberland, les Gass et les Steiner de Bâle. Ces gens quittèrent leur pays parce que la situation économique y était peu enviable et une révolte paysanne venait d'être réprimée durement. D'autres familles vinrent du Tyrol ou du Vorarlberg.
D'autres enfin vinrent de Normandie. Le seigneur de Birkenwald, Gabriel du Terrier, fit venir des familles de sa province natale, la Normandie. Ces noms français subirent quelques modifications.
Bastien = Bastian, Messance = Messang, Rollin = Rolling, La Vitte = Virra = Wetha = Wetta. En 1687, Pierre Vitta était le régisseur du château de Birkenwald.

## Enseignement
Les élèves d'école maternelle et primaire vont à l'école intercommunale (regroupant les trois villages d'Allenwiller, Salenthal et Birkenwald) située à Allenwiller.
Les collégiens vont au collège Léonard-de-Vinci à Marmoutier et les lycéens vont au lycée Leclerc ou à celui de Haut-Barr à Saverne.

## Économie
Dans le village, il y a une scierie mais cette dernière a été rachetée.
L'épicerie la plus proche est à Romanswiller. L'hypermarché est à Marmoutier. Les tribunaux sont à Saverne et à Strasbourg.
Un théâtre alsacien se déroule durant la période de février à mai mais plus toutes les années pour diverses raisons.

## Lieux et monuments

### Églises

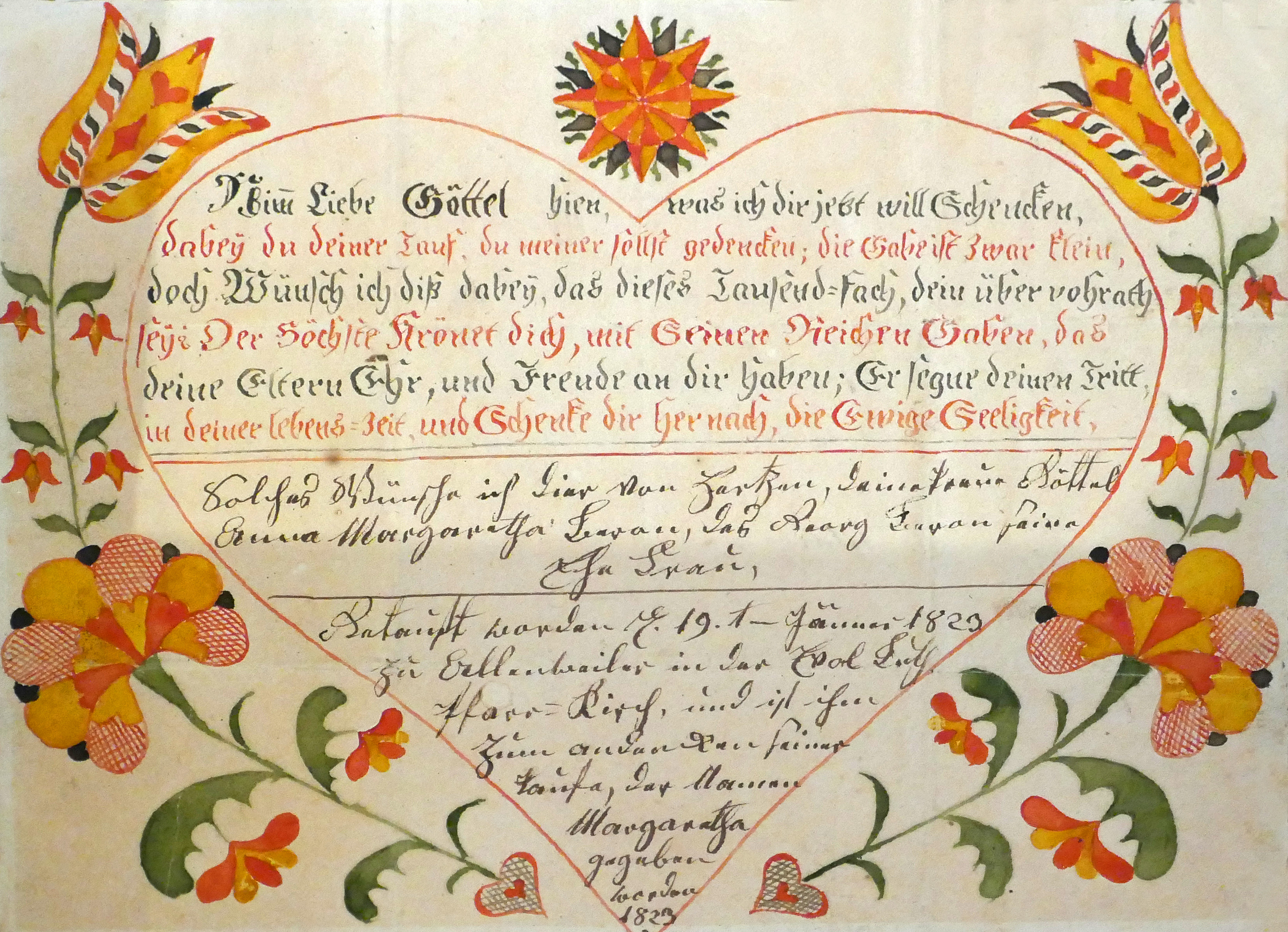
Lettre de baptême protestante (Allenwiller, 1823).

La plus ancienne église du village est l’église protestante, construite dans le deuxième quart du XIIIe siècle. L’édifice d’origine était une église fortifiée comme le montrent les corbeaux ayant servi a supporter une galerie de hourds au sommet de la tour à des fins de défense. Seule la tour subsiste de cet édifice, la nef ayant été entièrement reconstruite en 1739. Convertie au culte réformé en 1570, l’église a ensuite été simultanée de 1687 à 1906, date à laquelle la construction de la nouvelle église catholique permet de la réserver entièrement aux protestants,.
Le partage de l’église posant problème, les catholiques ont en effet cherché à partir de 1897 à se doter de leur propre lieu de culte. L’architecte Henri Hannig est sollicité, mais son projet, trop coûteux, est simplifié par les architectes François et Paul Zigan lors de la construction, qui a lieu de 1905 à 1906. De style néogothique, l’église est construite en grès provenant de la carrière d’Allenwiller et comporte un portail doté d’un tympan sculpté par Joseph Bernasconi.

### Cimetière
Le cimetière actuel a été inauguré en septembre 1847. Il est commun en deux confessions, les catholiques et les protestants. Une quête spéciale a permis d'ériger la croix qui se trouve au milieu  du cimetière. Elle date aussi de septembre 1847.

### Bancs
Les bancs « Napoléon » portent la date de 1811, date de la naissance du roi de Rome, fils de Napoléon Ier. C'est un banc « Eugénie », l'impératrice Eugénie, femme de Napoléon III. Ces bancs portent la date de 1854, 1855, et 1856. Alors que les premiers trains reliaient les grandes localités, ces bancs devaient faciliter les déplacements en campagne. Érigés tous les deux kilomètres, on en comptait 448 dans le Bas-Rhin. Victimes d'élargissement des routes, ils disparaissaient peu à peu, comme celui qui a été enlevé mercredi 3 novembre 2010 pour des raisons indéterminées. Nos grands-mères y déposaient leur lourd panier de fruits, de légumes, d'œufs et de beurre... Soufflaient un peu, faisaient leurs brin de causette avant de reprendre la route de Wasselonne. Le marché, c'était un peu l'événement de la semaine.

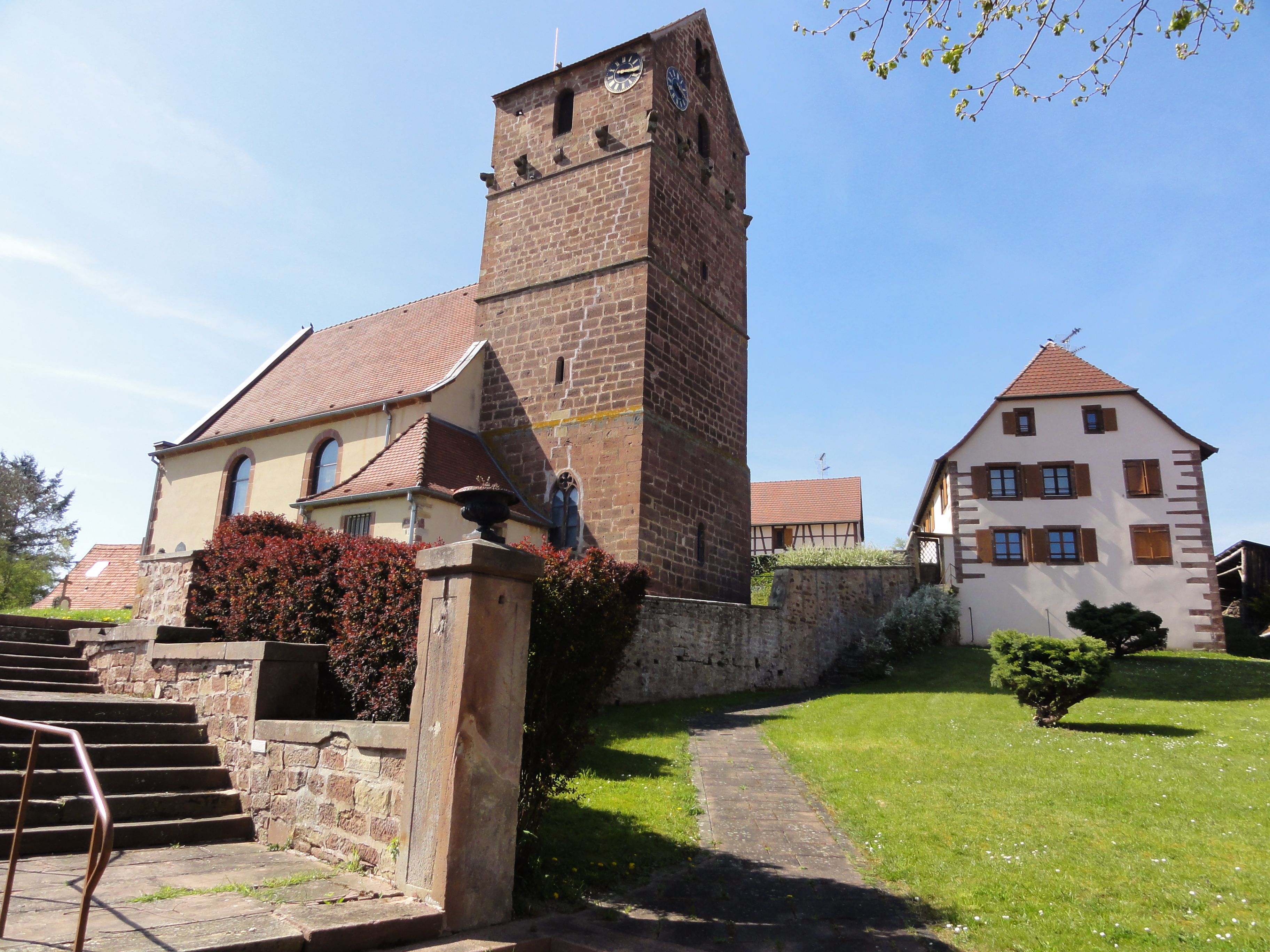
Église protestante Keyser Schulteis.
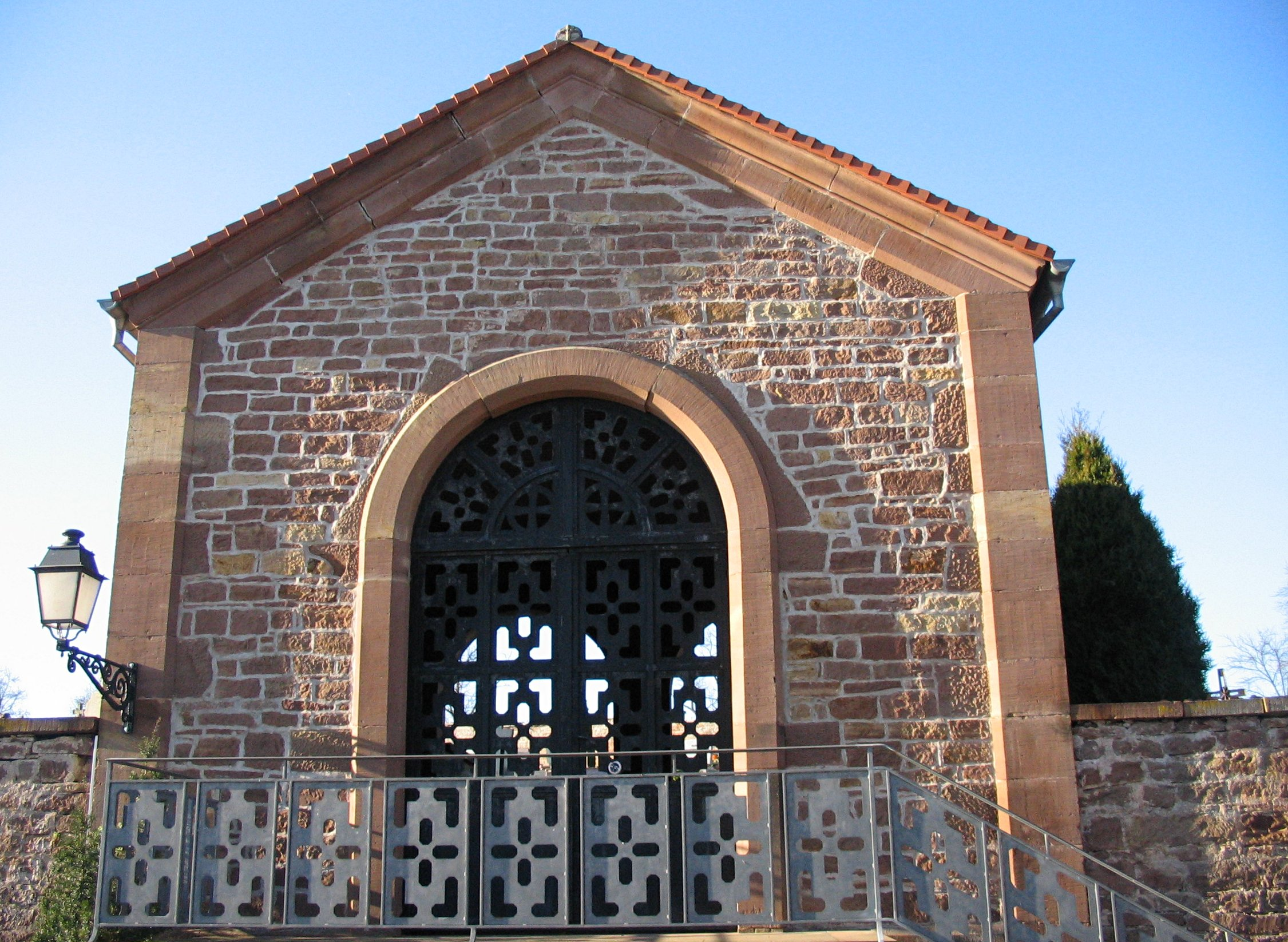
Entrée du cimetière.
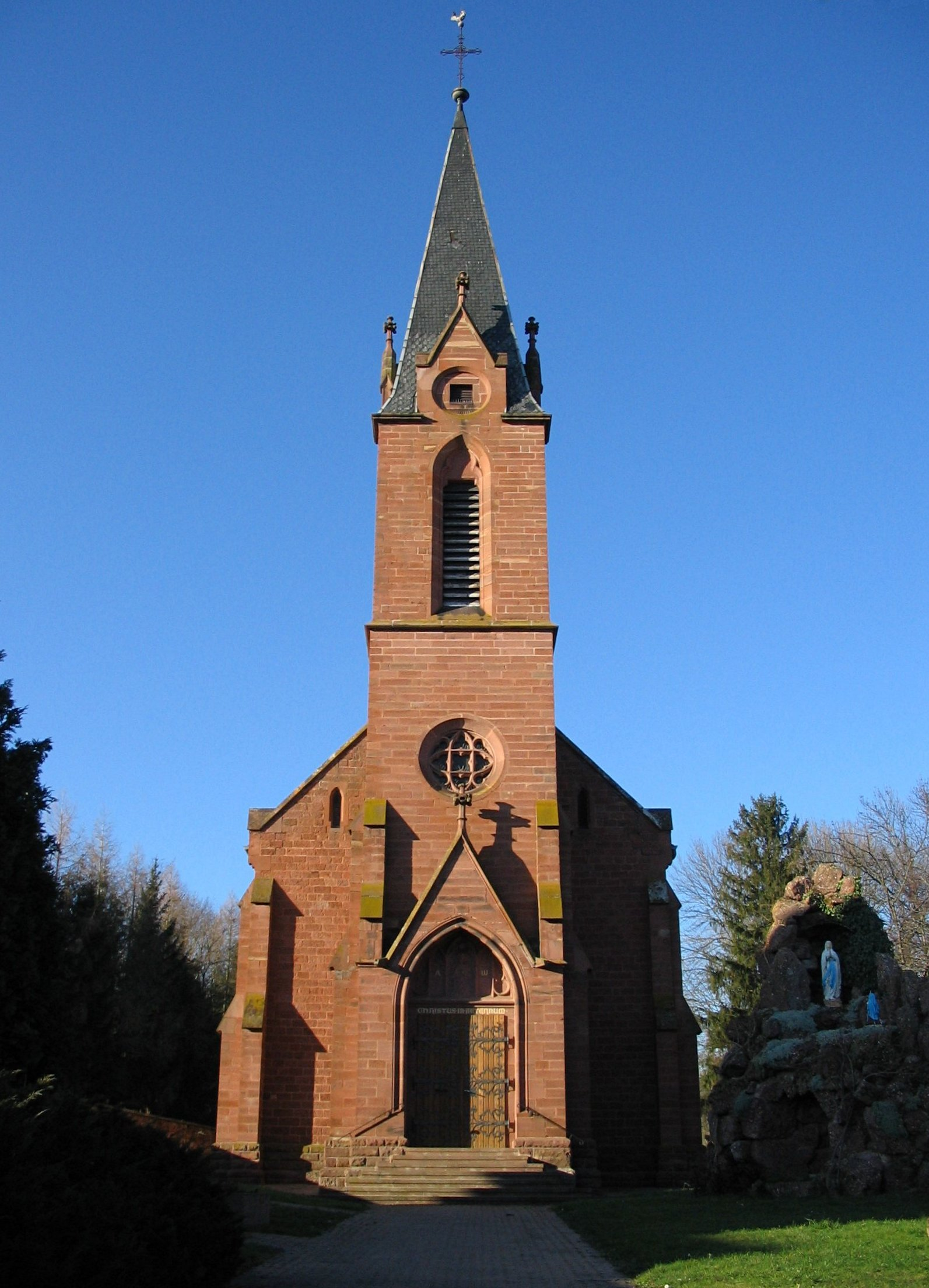
Église catholique Saint-Michel.
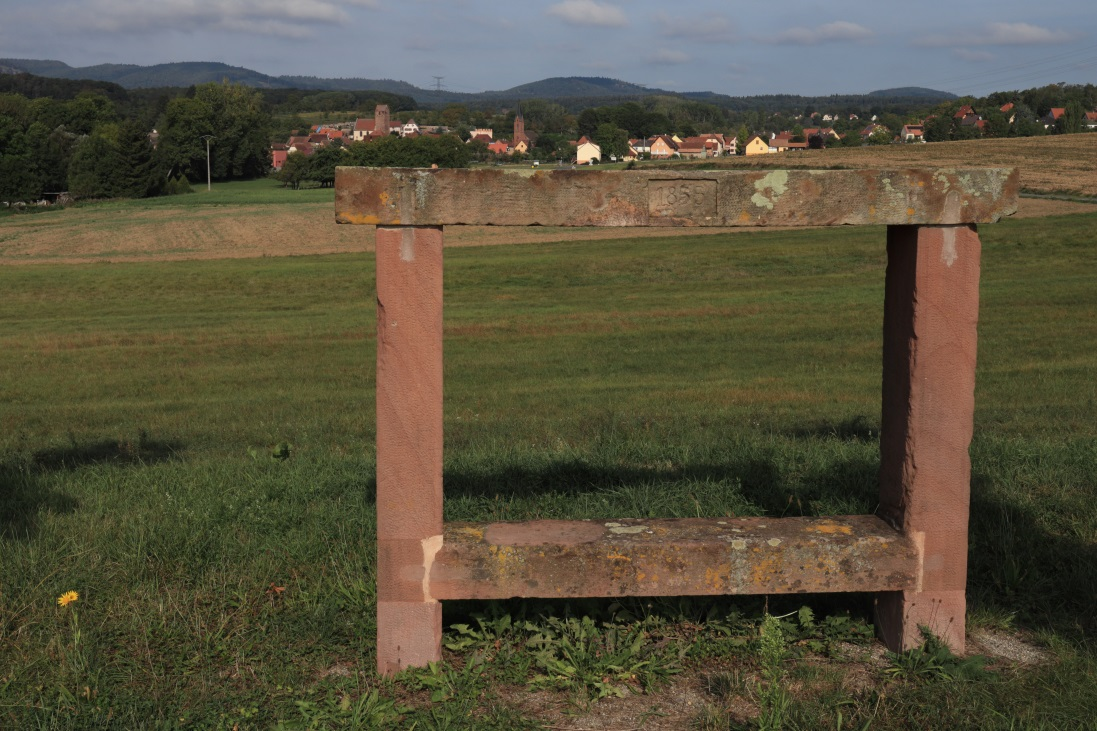
Banc reposoir Napoléonien de Allenwiller.

## Événements et fêtes à Allenwiller
- Le premier dimanche du mois d'octobre : messti du village.

## Personnalités liées à la commune
- Le musicologue, théologien et pasteur (Jean) Théodore Gérold (1866-1956), fils de Charles Théodore Gérold.